# Maleisië op de Olympische Spelen
Maleisië is een van de landen die deelneemt aan de Olympische Spelen. Maleisië debuteerde op de Zomerspelen van 1964, het debuut op de Winterspelen volgde 54 jaar later in 2018. Maleisië is het land, dat het hoogste staat in de medaillespiegel aller tijden van alle landen, zonder een gouden medaille. Parijs 2024 was voor Maleisië de vijftiende deelname aan de Zomerspelen. In 2022 nam het voor de tweede keer deel aan de Winterspelen.

## Medailles en deelnames
Er werden dertien medailles gewonnen, alle op de Zomerspelen. In het badminton werden negen medailles behaald. De eerste medaille, een bronzen, werd in 1992 gewonnen door de broers Jalani en Razif Sidek in het mannen dubbelspel. In 1996 veroverde hun broer Rashid in het mannen enkelspel ook brons en behaalde het duo Cheah Soon Kit en Yap Kim Hock zilver in het mannen dubbelspel. Zowel in 2008, 2012 en 2016 behaalde Lee Chong Wei driemaal op rij de zilveren medaille in het enkelspel. In 2016 werd ook een zilveren medaille behaald door de duo's Goh V Shem en Tan Wee Kiong (mannen) en Chan Peng Soon en Goh Liu Ying (gemengd dubbel). Op de Spelen van 2020 voegden Aaron Chia en Soh Wooi Yik in het dubbelspel (mannen) er brons aan toe. Twee medailles werden bij het schoonspringen behaald. In 2012 behaalde Pandelela Rinong brons op de 10 meter toren, in 2016 behaalde ze zilver op de 10 meter toren synchroon samen met Cheong Jun Hoong. In de Wielersport werden ook twee medailles behaald, beide door de baanwielrenner Azizulhasni Awang op het onderdeel keirin (OS 2016, OS 2020).

### Overzicht
De tabel geeft een overzicht van de jaren waarin werd deelgenomen, het aantal gewonnen medailles en de eventuele plaats in het medailleklassement.
| Zomerspelen | Zomerspelen | Zomerspelen | Zomerspelen | Zomerspelen | Zomerspelen |        | Winterspelen | Winterspelen | Winterspelen | Winterspelen | Winterspelen | Winterspelen |
| Jaar        | Goud        | Zilver      | Brons       | Totaal      | Rang        | Jaar   | Goud         | Zilver       | Brons        | Totaal       | Rang         |              |
| 1964        | 0           | 0           | 0           | 0           | -           | 1964   | -            | -            | -            | -            | -            |              |
| 1968        | 0           | 0           | 0           | 0           | -           | 1968   | -            | -            | -            | -            | -            |              |
| 1972        | 0           | 0           | 0           | 0           | -           | 1972   | -            | -            | -            | -            | -            |              |
| 1976        | 0           | 0           | 0           | 0           | -           | 1976   | -            | -            | -            | -            | -            |              |
| 1980        | -           | -           | -           | -           | -           | 1980   | -            | -            | -            | -            | -            |              |
| 1984        | 0           | 0           | 0           | 0           | -           | 1984   | -            | -            | -            | -            | -            |              |
| 1988        | 0           | 0           | 0           | 0           | -           | 1988   | -            | -            | -            | -            | -            |              |
| 1992        | 0           | 0           | 1           | 1           | 54          | 1992   | -            | -            | -            | -            | -            |              |
| 1996        | 0           | 1           | 1           | 2           | 58          | 1994   | -            | -            | -            | -            | -            |              |
| 2000        | 0           | 0           | 0           | 0           | -           | 1998   | -            | -            | -            | -            | -            |              |
| 2004        | 0           | 0           | 0           | 0           | -           | 2002   | -            | -            | -            | -            | -            |              |
| 2008        | 0           | 1           | 0           | 1           | 70          | 2006   | -            | -            | -            | -            | -            |              |
| 2012        | 0           | 1           | 1           | 2           | 63          | 2010   | -            | -            | -            | -            | -            |              |
| 2016        | 0           | 4           | 1           | 5           | 60          | 2014   | -            | -            | -            | -            | -            |              |
| 2020        | 0           | 1           | 1           | 2           | 74          | 2018   | 0            | 0            | 0            | 0            | -            |              |
| 2024        | 0           | 0           | 2           | 2           | 80          | 2022   | 0            | 0            | 0            | 0            | -            |              |
| Totaal      | 0           | 8           | 7           | 15          |             | Totaal | 0            | 0            | 0            | 0            |              |              |
| Tot. Z+W    | 0           | 8           | 7           | 15          |             |        |              |              |              |              |              |              |

### Per deelnemer

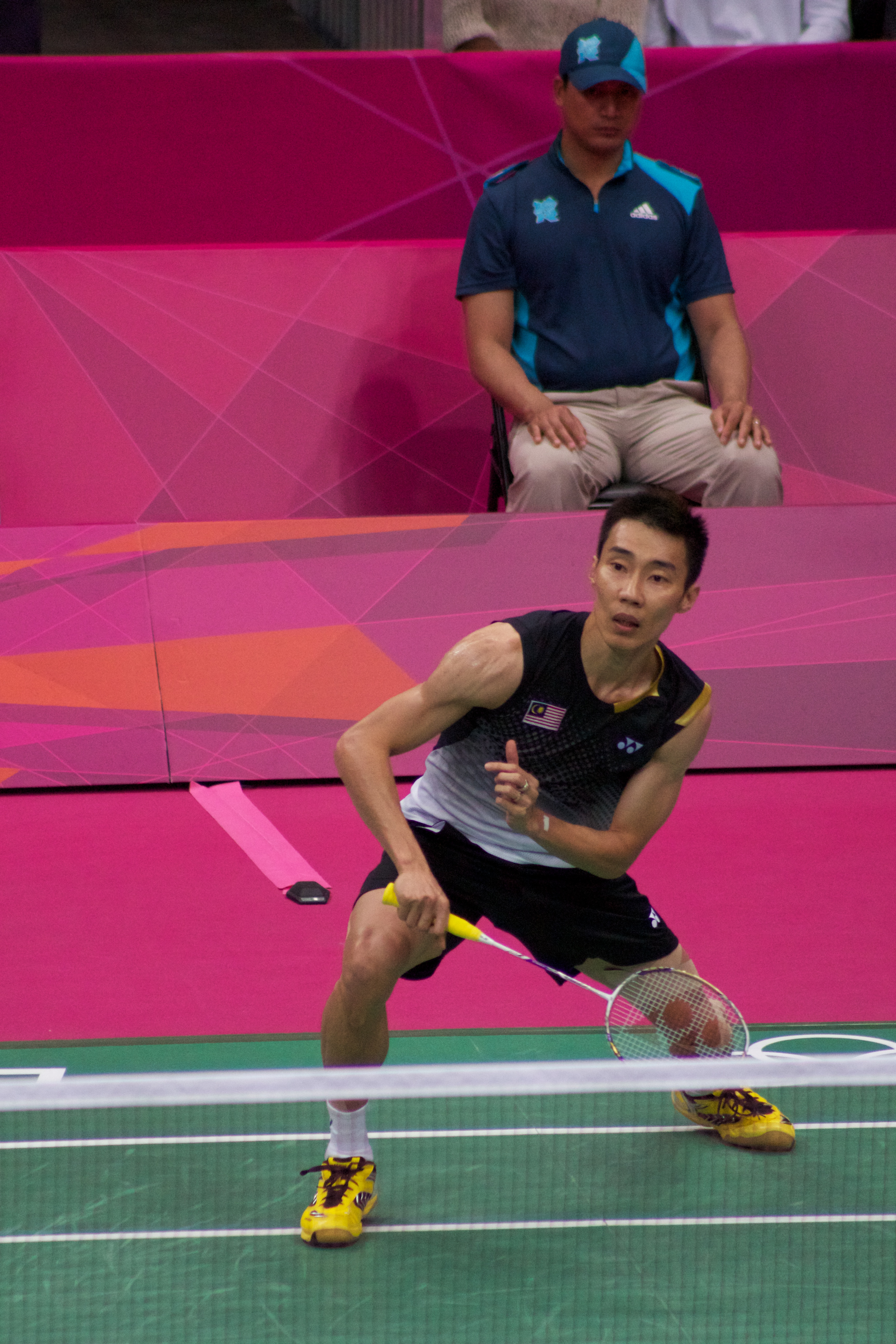
Lee Chong Wei

| Editie | Sport          | Olympiër                          | Onderdeel          | Medaille |
| ------ | -------------- | --------------------------------- | ------------------ | -------- |
| 1992   | Badminton      | Jalani Sidek Razif Sidek          | dubbelspel (m)     | Brons    |
| 1996   | Badminton      | Rashid Sidek                      | enkelspel (m)      | Brons    |
| 1996   | Badminton      | Cheah Soon Kit Yap Kim Hock       | dubbelspel (m)     | Zilver   |
| 2008   | Badminton      | Lee Chong Wei                     | enkelspel (m)      | Zilver   |
| 2012   | Badminton      | Lee Chong Wei                     | enkelspel (m)      | Zilver   |
| 2012   | Schoonspringen | Pandelela Rinong                  | 10m toren (v)      | Brons    |
| 2016   | Badminton      | Lee Chong Wei                     | enkelspel (m)      | Zilver   |
| 2016   | Badminton      | Goh V Shem Tan Wee Kiong          | dubbelspel (m)     | Zilver   |
| 2016   | Badminton      | Chan Peng Soon Goh Liu Ying       | gemengd dubbelspel | Zilver   |
| 2016   | Schoonspringen | Cheong Jun Hoong Pandelela Rinong | 10 m toren (v)     | Zilver   |
| 2016   | Wielersport    | Azizulhasni Awang                 | keirin (m)         | Brons    |
| 2020   | Badminton      | Aaron Chia Soh Wooi Yik           | dubbelspel (m)     | Brons    |
| 2020   | Wielersport    | Azizulhasni Awang                 | keirin (m)         | Zilver   |

Afghanistan · Albanië · Algerije · Amerikaans-Samoa · Amerikaanse Maagdeneilanden · Andorra · Angola · Antigua en Barbuda · Argentinië · Armenië · Aruba · Australië · Azerbeidzjan · Bahama's · Bahrein · Bangladesh · Barbados · België · Belize · Benin · Bermuda · Bhutan · Bolivia · Bosnië en Herzegovina · Botswana · Brazilië · Britse Maagdeneilanden · Brunei · Bulgarije · Burkina Faso · Burundi · Cambodja · Canada · Centraal-Afrikaanse Republiek · Chili · China · Chinees Taipei · Colombia · Comoren · Congo-Brazzaville · Congo-Kinshasa · Cookeilanden · Costa Rica · Cuba · Cyprus · Denemarken · Djibouti · Dominica · Dominicaanse Republiek · Duitsland · Ecuador · Egypte · El Salvador · Equatoriaal-Guinea · Eritrea · Estland · Ethiopië · Fiji · Filipijnen · Finland · Frankrijk · Gabon · Gambia · Georgië · Ghana · Grenada · Griekenland · Groot-Brittannië · Guam · Guatemala · Guinee · Guinee-Bissau · Guyana · Haïti · Honduras · Hongarije · Hongkong · Ierland · IJsland · India · Indonesië · Irak · Iran · Israël · Italië · Ivoorkust · Jamaica · Japan · Jemen · Jordanië · Kaaimaneilanden · Kaapverdië · Kameroen · Kazachstan · Kenia · Kirgizië · Kiribati · Koeweit · Kosovo · Kroatië · Laos · Lesotho · Letland · Libanon · Liberia · Libië · Liechtenstein · Litouwen · Luxemburg · Madagaskar · Malawi · Malediven · Maleisië · Mali · Malta · Marokko · Marshalleilanden · Mauritanië · Mauritius · Mexico · Micronesië · Moldavië · Monaco · Mongolië · Montenegro · Mozambique · Myanmar · Namibië · Nauru · Nederland · Nepal · Nicaragua · Nieuw-Zeeland · Niger · Nigeria · Noord-Korea · Noord-Macedonië · Noorwegen · Oeganda · Oekraïne · Oezbekistan · Oman · Oost-Timor · Oostenrijk · Pakistan · Palau · Palestina · Panama · Papoea-Nieuw-Guinea · Paraguay · Peru · Polen · Portugal · Puerto Rico · Qatar · Roemenië · Rusland · Rwanda · Saint Kitts en Nevis · Saint Lucia · Saint Vincent en de Grenadines · Salomonseilanden · Samoa · San Marino · Saoedi-Arabië · Sao Tomé en Principe · Senegal · Servië · Seychellen · Sierra Leone · Singapore · Slovenië · Slowakije · Somalië · Spanje · Sri Lanka · Soedan · Suriname · Swaziland · Syrië · Tadzjikistan · Tanzania · Thailand · Togo · Tonga · Trinidad en Tobago · Tsjaad · Tsjechië · Tunesië · Turkije · Turkmenistan · Tuvalu · Uruguay · Vanuatu · Venezuela · Verenigde Arabische Emiraten · Verenigde Staten · Vietnam · Wit-Rusland · Zambia · Zimbabwe · Zuid-Afrika · Zuid-Korea · Zuid-Soedan · Zweden · Zwitserland
Historische landen: Bohemen · Bondsrepubliek Duitsland · Brits-Indië · Duitse Democratische Republiek · Joegoslavië · Malaya · Nederlandse Antillen · Noord-Borneo · Noord-Jemen · Saarland · Servië en Montenegro · Sovjet-Unie · Tsjecho-Slowakije · West-Indische Federatie · Zuid-Jemen
Bijzondere deelnames: Onafhankelijke olympische atleten · Vluchtelingenteam 
 Australazië · Duits Eenheidsteam · Gemengd team · Gezamenlijk Team